# Paraćin
Paraćin je grad u i središte istoimene općine u Srbiji. Nalazi se na koordinatama 43.87° sjever, i 21.41° istok. Općina Paraćin zahvaća dio bogatog i plodnog Srednjeg Pomoravlja, teritorij općine Paraćin se spušta od Kučajskih planina na istoku prema Velikoj Moravi na zapadu ispresjecana tokovima rijeka Crnice i Grze. Sam grad leži na 130 m nadmorske visine, 4 km udaljenosti od rijeke Velike Morave i na obalama Crnice.
Udaljen je 156 km od Beograda, idući europskim pravcem E-75 južno k Nišu.

## Demografija
Etnički sastav prema popisu iz 2002. godine.
- Srbi 24.262 	95,92%
- Romi 	343 	1,35%
- Crnogorci 87 	0,34%
- Jugoslaveni 57 	0,22%
- Makedonci 52 	0,20%
- Hrvati 	 44 	0,17%
- Albanci 23 	0,09%
- Goranci 21 	0,08%